# Безбородьки
Безборо́дьки (рос. Безбородко) — український дворянський рід.

## Походження
Безбородьки виводили свій рід від шляхтича-баніта Дем'яна Ксенжницького (пол. Książnicki). За переказом він отримав козацьке прізвище Безбородько, оскільки втратив в бою підборіддя. Проте цілком імовірно, що це була лише легенда адже при доведенні шляхетського походження Безбородьки не знали, до якого гербу належать: Остої чи Радвану, через що в своєму гербі вживали обидва.

## Опис герба
У щиті, начетверо розділеному, розміщено всередині червоного кольору малий щиток, що має в правій частині два золоті прапори (поставлені один на одному) з трьома висячими китицями без ратищ, а в лівій — меч, вістрям вниз звернений із золотим ефесом і двома золотими півмісяцями, у яких роги на іншу сторону звернені.
У верхньому золотому полі знаходяться виростаючі половинні чорні Російський та Римський Імператорські Орли, зеленим лавровим вінком з'єднані і золотими Коронами покриті. У другому блакитному полі срібне уздовж розпростертими крило, в третьому полі такого ж кольору срібна бджола, а в четвертому чорному полі золоте полум'я. Над щитом графська корона, на якій видно відкриті червоним кольором підкладені три турнірні шоломи, з яких середній золотий, а інші два блакитні, прикрашені клейнодами, обвішані наметами, що представляють з правого боку золото і блакитний колір, а з лівого — срібло і лазуровий колір. Над середнім, покритим графської короною розташований Римський імператорський Орел, над шоломом по праву сторону стоїть і покритим Короною — золотий прапор з трьома висячими китицями і жезлом, а над стоять по ліву сторону — з блакитною та червоною перев'язкою подібний вишезгаданий прапор.
Щитотримачі з обох сторін скіфи, з непокровенними головами в червоному верхньому і в чорному спідньому платті та з висячими на плечах звірячими шкірами; обидва вони тримають однією рукою щит, а в іншій руці стоїть праворуч має звернену вниз золоту стрілу, інший же, по ліву сторону знаходиться, тримає оливкову гілку; внизу шита видно на сувої паперу напис або девіз: «Labore et Zelo» («Працею і Старанням»).

## Родова схема

### Імовірні представники роду
Остап Безбородько — бурмістр Бориспільської ратуші (1614—1615).
Сидор Безбородченко — бурмістр Бориспільської ратуші (1637).
Гаврило Безбородько — реєстровий козак Жаботинської сотні Чигиринського полку (†1649).
Іван Безбородько — реєстровий козак Жаботинської сотні Чигиринського полку.
Лукаш Безбородченко — реєстровий козак Оловятинської сотні Чигиринського полку (1649).
Матвій Безбородько — реєстровий козак сотні Гавриленкова, Корсунського полку (1649).
Андрій Безбородько — реєстровий козак Яготинської сотні Переяславського полку (†1649).
Іван Безбородченко — міщанин Бориспільський (1686).
Тимофій Безбородченко — військовий товариш Полтавського полку; їздив посланцем від гетьмана Самойловича до Москви (1675).

### Дворянська гілка
Іван Безбородько (*? — †до 1717) ∞ Ірина Іванівна Пилипенко (*? — †після 1717)
- Яків Іванович (Безбородько та Безбородченко) (*? — †близько 1730) — обиватель Березанський (1721); значковий товариш Переяславського полку (1724–1730); брав участь в Гілянському поході (1726) ∞ NN Потапович (*? — †?) ∞ Агафія Гулак (*? — †?)[7]
  - Андрій Якович (*1711 — †1780) ∞ Євдокія Михайлівна Забіла (*1716 — †1803) — статс-дама і кавалерственна дама ордену св. Катерини великого хреста
    - світлійший князь Олександр Андрійович Безбородько (*1758 — †1815)
      - Наталія Олександрівна Верецька (*1790 — †1826)[8] ∞ Я. І. Савєльєв (*? — †?) — гвардії полковник

    - граф Ілля Андрійович Безбородько (*1756 — †1815) ∞ Анна Іванівна Ширай (*1766 — †1824) — кавалерственна дама ордену св. Катерини меншого хреста
      - графиня Безбородько Любов Іллівна (*1782 — †1809) ∞ граф Григорій Григорович Кушелєв[ru] (*1754 — †1833)
      - граф Андрій Ілліч Безбородько (*1783 — †1814) — дійсний камергер (1799); командир 1-го Полтавського козацького регулярного полку
      - графиня Клеопатра Іллівна Безбородько (*1791 — †1840) ∞ князь Олександр Якович Лобанов-Ростовський[ru] (*1754 — †1833)

    - Анна Андріївна(*? — †?) ∞ Петро Петрович Галецький (*? — †?) — надвірний радник
    - Уляна Андріївна (*1742 — †1777) ∞ Павло Васильович Кочубей (*1738 — †1786) — козацький старшина промосковської орієнтації; статський радник; побудував Троїцьку церкву у Диканьці
    - Тетяна Андріївна (*1751 — †1805) ∞ Яків Леонтійович Бакуринський (*1740 — †1801) — таємний радник

  - Семен Якович (*? — †після 1768) — в службі з 1727 р.; з 1734 р. — сотник Березанський; бував у Кримських походах (1735 та 1736); з 17 лютого 1737 р. — Переяславський полковий суддя; Переяславський полковий обозний (1740–1763); з 10 листопада 1763 р. підкормій Переяславського полку
    - Олена Семенівна (*? — †?) ∞ Петро Іванович Новицький (*? — †?) — бунчуковий товариш (1775), полковник (1776)
- Соломонія Іванівна (*? — †після 1717)
- Катерина Іванівна (*? — †після 1717)

### Кушелєви-Безбородьки
Кушелєв-Безбородько Олександр Григорович — старший син другого шлюбу графа Кушелєва і дружини його, Любові Іллівни, уродженної графині Безбородько.
В 1816 році після смерті його діда, графа Іллі Безбородька, через припинення потомства графів Безбородьків по чоловічій лінії, отримав Найвище повеління йменуватися графом Кушелєвим-Безбородьком:
| въ уваженіе къ отличному служенію покойнаго князя Безбородко, на пользу и славу отечества всю жизнь посвятившему, именоваться впредь графомъ Кушелевымъ-Безбородко, дабы знаменитая заслугами фамилія сія съ кончиною послҍдняго в родҍ не угасла, но паки обновясь, пребыла навсегда въ незабвенной памяти россійскаго дворянства. |
Олександр Григорович мав трьох доньок і двох синів. Зі смертю останнього рід згас.